# Stanislav Kolda (1930)
Stanislav Kolda (23. července 1930 Bratříkov – 21. září 1998 Pardubice) byl český matematik, vysokoškolský profesor, odborný publicista, autor knih z matematiky a bývalý druholigový fotbalový brankář.

## Vzdělání a profese
Když vychodil obecnou školu, studoval na reálném gymnáziu v Turnově. Po jeho absolvování byl přijat na Fakultu speciálních nauk Českého vysokého učení technického v Praze (ČVUT). Vysokoškolská studia dokončil roku 1953 na MFF UK v Praze, kam byl přeřazen školskou reformou.
Na základě umístěnkového řízení pak nastoupil na Vysokou školu chemicko-technologickou v Pardubicích (VŠChT), kde začínal jako asistent. V letech 1960–1965 byl externím aspirantem na katedře pravděpodobnosti a matematické statistiky MFF UK v Praze, kde získal vědeckou hodnost kandidáta fyzikálně-matematických věd obhájenou prací Větvící se stochastické procesy se spočetnou množinou typu částic. Matematickým modelováním zasáhl do řešení výzkumných úkolů širokého spektra chemických oborů, jako jsou chemická technologie a fyzika výbuchu, analytická chemie a chemická technologie vláknitých materiálů. O své výzkumné zkušenosti se dělil s účastníky postgraduálních kurzů v řadě oborů, při výchově vědeckých pracovníků v teorii chemické techniky a v technické kybernetice. Na problematiku matematického modelování zaměřoval i nadané studenty. Ovlivnil mnoho chemiků a stal se uznávaným odborníkem v oblasti matematicko-statistických metod a matematického modelování v přírodních a technických vědách. Od roku 1972 vedl katedru matematiky, a to nejprve jako její docent, od roku 1981 jako profesor. Po šestnáct let plnil také funkci prorektora pro pedagogickou činnost, byl autorem řady vysokoškolských skript. Práce na studijní literatuře vyvrcholila celostátní československou učebnicí Matematika pro chemiky, jejímž byl vedoucím autorem. Učebnice obdržela v roce 1990 cenu rektora VŠChT.
V letech 1981 a 1990 obdržel na návrh pardubické pobočky sjezdové vyznamenání Jednoty československých matematiků a fyziků (JČSMF). Kromě chemiků vzdělával také studenty Fakulty ekonomicko-správní Univerzity Pardubice.

## Hráčská kariéra
V 50. a 60. letech 20. století chytal za druholigový klub Synthesia Semtín.